# أجير أباد
أجير أباد هي قرية في مقاطعة سراب، إيران. عدد سكان هذه القرية هو 138 في سنة 2006.